# The Careless Years
The Careless Years è un film del 1957 diretto da Arthur Hiller.
Si tratta del debutto alla regia di Hiller.
Anche se i documenti dell'epoca affermano che il film fu scritto e prodotto da Edward Lewis, in realtà la sceneggiatura fu opera di John Howard Lawson e Mitch Lindemann, in quel periodo finiti entrambi nella lista nera "The Hollywood Ten" per l'appartenenza al Partito Comunista. Nel 1998 la Writers Guild of America ha "reintegrato" Lawson e Lindemann nei credits.

## Trama
Jerry e Emily sono due adolescenti di diversa estrazione sociale che si innamorano dopo essersi conosciuti ad una festa. Col tempo riuscire a controllare i propri impulsi sessuali diventa sempre più difficile, ma Jerry è deciso a rispettare la sua ragazza e le propone di sposarsi. I genitori dei due giovani si oppongono e Jerry pianifica così di fuggire con Emily in Messico, ma suo padre li rintraccia in un motel e dopo un'accesa discussione la ragazza decide di lasciarlo, incapace di convincerlo a rimandare il matrimonio. Alla fine anche Jerry si convince che la cosa migliore è non accelerare i tempi e seguire i consigli degli adulti.

## Distribuzione
Il film uscì nelle sale statunitensi a partire dal 2 settembre 1957.

## Critica
Il 28 novembre 1957, Bosley Crowther scrisse sul New York Times:«Il ritmo è lento, la scrittura banale e l'approccio al problema è spesso ingenuo e ripetitivo».